# Wilhelm Stenhammar

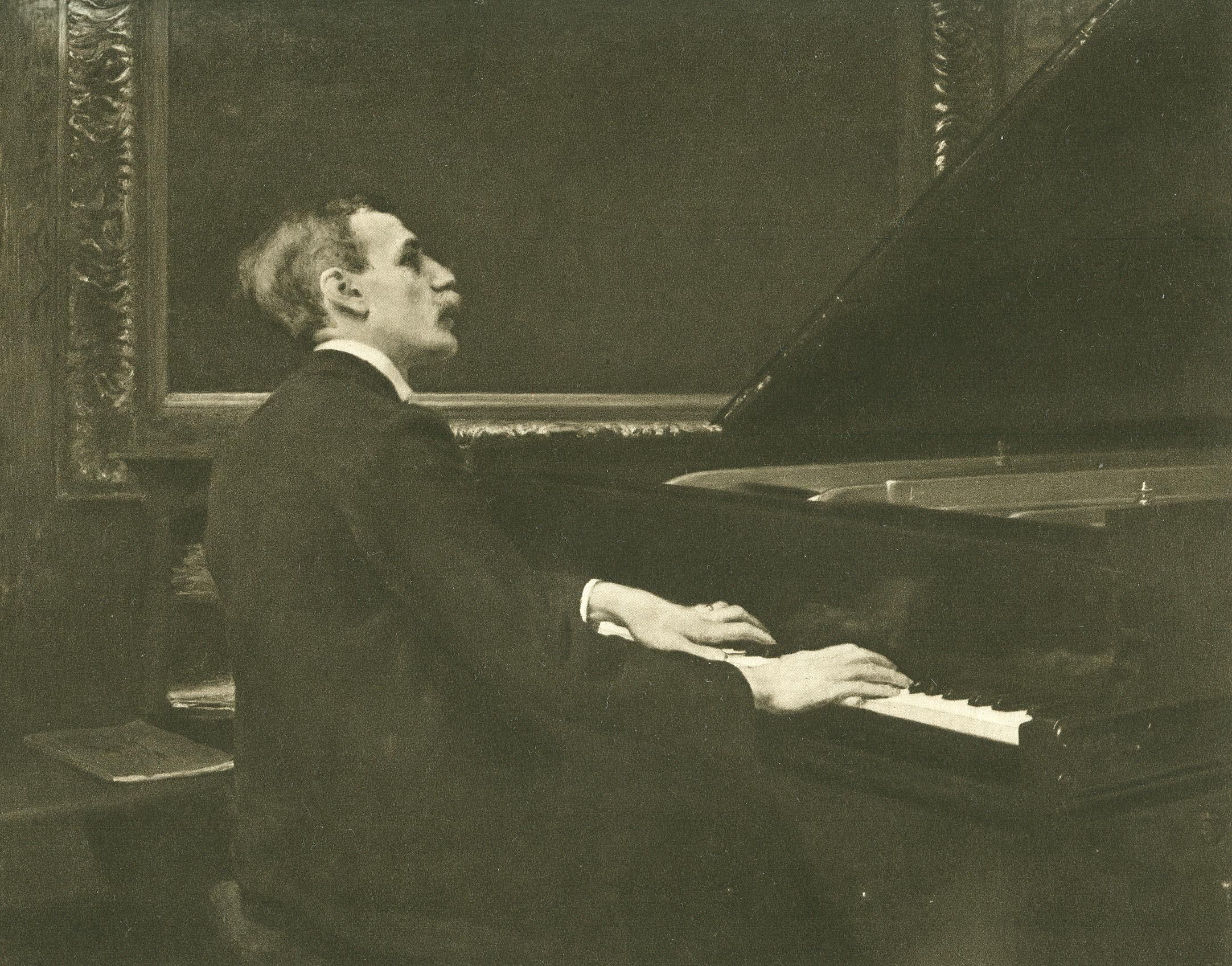
Stenhammar achter zijn vleugel, ca. 1900

Carl Wilhelm Eugen Stenhammar (Stockholm, 7 februari 1871 - Jonsered, 20 november 1927) was een Zweeds componist, pianist en dirigent.

## Jeugd en studies

### Opvoeding
Stenhammar groeide op in een muzikale familie. Hij was de jongste zoon van de architect en componist Per Ulrik Stenhammar en gravin en kunstenares Louise Rudenschöld. Per Ulrik overleed toen Wilhelm pas vier jaar oud was, in 1875. Nadat Per was overleden verhuisde de vader van Rudenschöld naar de familie Stenhammar, maar hij overleed al in 1878.
Inmiddels was Stenhammar al begonnen met pianospelen en deed hij ook zijn eerste compositiepoging; een aantal kleine liederen en pianostukken, onder andere de twee liederen Fågeln på frusen gren en Lärkan, die onderdeel werden van Bilder ur djurens lif för skolan och hemmet, een prenten-, verhalen-, en liederenboek uitgegeven door prinses Eugénie. Aan het eind van de jaren 1870 begon hij met harmonielessen bij ene mevrouw Öberg, bij wie hij rond 1880 ook zijn eerste pianosonaten componeerde. Nadat hij tien jaar oud was en voor het eerst de opera Die Zauberflöte had gehoord en zodanig onder de indruk was, begon hij zijn eerste opera Prinsessan Törnrosa (Prinses Doornroosje, gebaseerd op het gelijknamige verhaal van Zacharias Topelius) te componeren. Daar was hij jaren mee bezig, maar het kwam nooit af.

### Studies
Hij ging naar de Nya Elementarskolan, een nog steeds bestaande school in Stockholm. Hij begon te verzuimen op school werk en verliet de school in 1888, om zich te kunnen storten op de muziek. Hij ging piano studeren bij Richard Andersson, orgel bij Gustaf Wilhelm Heintze en August Lagergren en compositie bij Joseph Dente (1888-1889), Andreas Hallén (1889-1892) en Emil Sjögren. In 1890 had hij zijn organistexamen, en was daarna een aantal jaren organist in Stockholm.
In de winter van 1891 tot 1892 begon Stenhammar vaker te spelen als pianist, onder andere met Tor Aulin als duo en zijn strijkkwartet, het Aulinska Stråkkvartet. Daarnaast bleef hij ook veel componeren en bereidde hij zich voor op zijn reis naar het buitenland.

### Berlijn
In de avond van 20 oktober 1892 kwam hij na een tussenstop in Kopenhagen samen met zijn reisgenoot, pianopedagoog en componist Knut Bäck aan in Berlijn. Hij woonde in de buurt van de Potsdamer Platz, om precies te zijn op de Bernburgerstraße 33. Zijn docent Richard Andersson had Karl Heinrich Barth aanbevolen als docent, bij wie Andersson overigens ook studeerde. De keuze was makkelijk voor Stenhammar; hij ging piano studeren bij Barth. Hij heeft geen compositie gestudeerd in Berlijn.

## Componist, pianist en dirigent
Als pianist speelde Stenhammar niet alleen kamermuziek, hij soleerde ook bij orkesten en schreef mede voor eigen gebruik zijn twee pianoconcerten (1893 en 1904-1907), waarvan vooral het eerste nog stijlinvloeden van Wagner en Liszt verraadt. Hij ontwikkelde zich daarnaast als dirigent. In oktober 1897 debuteerde hij als dirigent en daarna volgden engagementen bij de Komische Opera in Stockholm (1900-1901) en in Göteborg, waar hij van 1907 tot 1922 chef was van de in 1904 opgerichte Göteborgs orkesterförening, het huidige Göteborg Symfonieorkest. Van 1923 tot 1925 was hij dirigent aan de Koninklijke Opera in Stockholm. Zijn verdiensten voor het muziekleven in Göteborg leverden hem in 1916 een eredoctoraat op aan de Universiteit van Göteborg.
De componist Stenhammar ontwikkelde geleidelijk een eigen stijl. Zijn eerste stukken, zoals de twee eerste strijkkwartetten, het eerste pianoconcert en de opera Gillet på Solhaug verraden zijn Duitse oriëntatie. Onder invloed van de muziek van zijn vrienden Carl Nielsen en Jean Sibelius ontwikkelde hij een meer persoonlijke stijl. Die ontwikkeling kwam pas goed na 1900 op gang. De kennismaking met het werk van Sibelius liet Stenhammar verbijsterd achter. Hij had net zijn eerste symfonie (1902/1903) geschreven en was zo onder de indruk van de muziek van zijn Finse collega, dat hij zijn eigen symfonie terugtrok. Het werk werd pas na zijn dood voor het eerst uitgevoerd en verraadt een overgang van de hoogromantiek naar een nieuwe stijl.

Die nieuwe stijl kwam pas goed tot uiting in de laatste drie strijkkwartetten, de cantate Ett Folk en vooral de tweede symfonie (1911) en de Serenade voor orkest (1913-1919), zijn twee meest gespeelde composities.

Zijn dirigentschappen eisten hem geleidelijk steeds meer op, waardoor hij steeds minder tot componeren kwam. Toch verschenen in de jaren twintig nog de cantate Sången en een aantal toneelmuzieken, onder meer bij het toneelstuk Romeo en Julia van Shakespeare.

Stenhammar overleed aan de gevolgen van een beroerte. Hij geldt, samen met Franz Berwald, Hugo Alfvén en Allan Pettersson, als een van de belangrijkste Zweedse componisten.

## Trivia
- De planetoïde 15239 Stenhammar is naar hem vernoemd.[5]

## Werken
- Orkest
  - Symfonie no. 1 in F gr.t. (1902/03)
  - Symfonie no. 2 in g kl.t., op.34 (1911-15)
  - Symfonie no. 3 in C gr.t. (1918/19, fragment)
  - Serenade voor orkest, op. 31 (1908-13, rev. 1919)
  - Ouverture "Excelsior!", op.13 (1896)
  - Instrumentatie van het oratorium David och Saul (1878) van zijn vader Per Ulrik Stenhammar
  - Pianoconcert no. 1 in in b kl.t., op. 1 (1893)
  - Pianoconcert nr. 2 in d kl.t. op. 23 (1904-07)
  - Twee sentimentele romances op. 28 voor viool en orkest(1910)
  - Toneelmuziek bij Ett drömspel (Strindberg)
  - Toneelmuziek Som ni behagar (As you like it) (Shakespeare)
  - Toneelmuziek bij Romeo en Julia (Shakespeare)
- Vocaal
  - Ballade "Florez och Blanziflor", op. 3 (1894)
  - Gillet på Solhaug (Het feest op Solhaug), opera op. 6 (1893)
  - Tirfing, Opera op. 15 (1898)
  - Ett Folk (Het volk), Cantate op. 22 (1905)
  - Sången (Het Lied), Cantate op. 44 (1921)
  - Werken voor a-capellakoor
  - Liederen voor solostem en piano
- Kamermuziek
  - Strijkkwartet no.1 in C gr.t., op. 2 (1894)
  - Strijkkwartet no.2 in c kl.t., op. 14 (1896)
  - Strijkkwartet in f kl.t. (1897, door de componist teruggetrokken)
  - Strijkkwartet no.3 in F gr.t., op. 18 (1900)
  - Strijkkwartet no.4 in a kl.t., op. 25 (1909)
  - Strijkkwartet no.5 in C gr.t., op. 29 (1910)
  - Strijkkwartet no.6 in D kl.t., op. 35 (1916)
  - Sonate voor viool en piano en a kl.t., op. 19 (1899/1900)
- Piano
  - Sonate no. 1 in C gr.t.(1880)
  - Sonate no. 2 in c kl.t. (1881)
  - Sonate no. 3 in As gr.t. (1883)
  - Sonate Nr. 4 in g kl.t.(1890)
  - Sonate in As gr.t., op. 12 (1895)
  - Drie fantasieën, op. 11 (1895)
  - Sensommarnätter, (Late zomeravonden), vijf stukken, op. 33 (1914)

- Bibsys: 90958208
- Bibliothèque nationale de France: cb139000453 (data)
- CiNii: DA11031742
- Gemeinsame Normdatei: 121861600
- International Standard Name Identifier: 0000 0000 8390 2739
- Library of Congress Control Number: n82006520
- Nationale Bibliotheek van Letland: 000193755
- MusicBrainz: 46b1d2da-98a4-4ee2-9f21-17a9ca202cd1
- Bibliotheek van het Japanse parlement: 01186435
- Nationale Bibliotheek van Tsjechië: mzk2010597868
- Nationale Bibliotheek van Israël: 987007283525205171
- Nederlandse Thesaurus van Auteursnamen: 070438358
- LIBRIS: 206938
- SNAC: w6c57f6p
- Système universitaire de documentation: 156623544
- Virtual International Authority File: 66653110
- WorldCat: E39PBJd3P7Mc4KYq7GRGdKBpT3